# 清晖园
清晖园位于广东省佛山市顺德区大良街道清晖路23号，建于清嘉庆年间。为广东四大名园之一，岭南园林的代表。1989年被列入广东省文物保护单位名录（3-54），2013年3月被列入列入第七批全国重点文物保护单位，是国家AAAA级旅游景区。

## 历史沿革
清晖园原址原为黄氏花园。明朝万历三十五年（1607年）顺德杏坛镇人黄士俊高中状元，官至礼部尚书、大学士。为了光宗耀祖，于天启元年，在城南门外的凤山脚下修建了黄家祠和天章阁、灵阿之阁。清乾隆年间，黄家衰落，庭院荒废。当地龙氏碧鉴海支系21世龙应时得中进士，将天章阁、灵阿之阁购进。该院归龙家后，由龙应时传与其子龙廷槐和龙廷梓，后来廷槐、廷梓分家，庭院的中间部分归龙廷槐，而左右两侧为龙廷梓所得。龙廷梓将归他的左、右两部分庭院建成以居室为主的庭园，称为“龙太常花园”和“楚芗园”，人们俗称左、右花园，南侧的龙太常花园在园主衰落后，卖给了曾秋樵，其子曾栋在此经营蚕种生意，挂上“广大”的招牌，故又称广大园。
龙廷槐字澳堂，于乾隆五十三年（1788年）考中进士，曾任翰林编修，记名御史。嘉庆五年（1800年）辞官南归，居家建园。嘉庆十一年（1806年），其子龙元任请了江苏武进进士，书法家李兆洛书写了“清晖园”三字书余园的正门上方，以喻父母之恩如日光和煦照耀。园林经龙应时、龙廷槐、龙元任、龙景灿、龙渚惠等五代人多次修建，逐渐形成了格局完整而又富有特色的岭南园林。

## 建筑布局
清晖园占地约5.1亩（0.34公顷），分为三个景区：南园方池，为园中水景区，主建筑物有澄漪亭、六角亭、碧溪草堂，以木制通花作装饰的连廊与装饰有岭南佳果的滨水游廊连接；中园有船厅、惜阴书屋、真砚斋，花亭、狮子山等园林小筑，掩映在绿云深处，周围厅敞栏疏，径畅台净，浓荫匝地，是园内景色最集中的游览区；北园以竹苑为代表，建筑较为密集，楼屋栉比，假山迎面，修篁夹道，巷院兼通，是园主们日常生活起居之所。
清晖园的造园特色首先在于园林的实用性，为适合南方炎热气候，形成前疏后密，前低后高的独特布局，但疏而不空，密而不塞，建筑造型轻巧灵活，开敞通透。其园林空间组合是通过各种小空间来衬托突出庭院中的水庭大空间，造园的重点围绕着水亭作文章，整个园林空间主次分明，结构清晰。其治园艺术，还表现在大量使用镂空木雕花板、花罩、砖雕等装饰工艺以及巧布玉堂春、紫藤、素馨花等古树名木上。